# إدموند ويليام جورج
إدموند ويليام جورج هو فلاح وسياسي كندي، ولد في 14 مارس 1908 في نيو برونزويك في كندا، وتوفي في 27 سبتمبر 1963. حزبياً، نشط في الحزب الليبرالي الكندي. وقد انتخب عضو مجلس العموم الكندي.